# Australian Open 1988
L'Australian Open 1988 è stata la 76ª edizione dell'Australian Open e prima prova stagionale dello Slam per il 1988. Si è disputato dall'11 al 24 gennaio 1988 sui campi in cemento del Melbourne Park di Melbourne in Australia.

## Risultati

### Singolare maschile
Mats Wilander ha battuto in finale  Pat Cash con il punteggio di 6–3, 6(3)–7, 3–6, 6–1, 8–6

### Singolare femminile
Steffi Graf ha battuto in finale  Chris Evert con il punteggio di 6–1, 7–6(3)

### Doppio maschile
Rick Leach /  Jim Pugh hanno battuto in finale  Jeremy Bates /  Peter Lundgren con il punteggio di 6–3, 6–2, 6–3

### Doppio femminile
Martina Navrátilová /  Pam Shriver hanno battuto in finale  Chris Evert /  Wendy Turnbull con il punteggio di 6–0, 7–5

### Doppio misto
Jana Novotná /  Jim Pugh hanno battuto in finale  Martina Navrátilová /  Tim Gullikson con il punteggio di 5–7, 6–2, 6–4

## Junior

### Singolare ragazzi
Johan Anderson ha battuto in finale  Andrew Florent con il punteggio di 7–5, 7–6

### Singolare ragazze
Jo-Anne Faull ha battuto in finale  Emmanuelle Derly con il punteggio di 6–4, 6–4

### Doppio ragazzi
Jason Stoltenberg /  Todd Woodbridge hanno battuto in finale  Johan Anderson /  Richard Fromberg con il punteggio di 6–3, 6–2

### Doppio ragazze
Jo-Anne Faull /  Rachel McQuillan hanno battuto in finale  Kate McDonald /  Rennae Stubbs con il punteggio di 6–1, 7–5